# آگوستینیو نتو
آگوستینیو نتو (پرتغالی: Agostinho Neto؛ زاده ۱۷ سپتامبر ۱۹۲۲ – درگذشته ۱۰ سپتامبر ۱۹۷۹) یک سیاست‌مدار اهل آنگولا بود.